# Zeta Telescopii
Zeta Telescopii (ζ Tel / ζ Telescopii) é a segunda estrela mais brilhante da constelação de Telescopium.
Zeta Telescopii é uma estrela gigante de classe K com magnitude aparente 4,13. Está a cerca de 127 anos-luz da Terra.